# Pleurophorus opacus
Pleurophorus opacus är en skalbaggsart som beskrevs av Edmund Reitter 1892. Pleurophorus opacus ingår i släktet Pleurophorus och familjen Aphodiidae. Inga underarter finns listade i Catalogue of Life.